# Gewog di Dungna
Il gewog di Dungna è uno degli undici raggruppamenti di villaggi del distretto di Chukha, nella regione Occidentale, in Bhutan.